# Portes (Eure)
Portes – miejscowość i gmina we Francji, w regionie Normandia, w departamencie Eure.
Według danych na rok 1990 gminę zamieszkiwały 194 osoby, a gęstość zaludnienia wynosiła 21 osób/km² (wśród 1421 gmin Górnej Normandii Portes plasuje się na 707 miejscu pod względem liczby ludności, natomiast pod względem powierzchni na miejscu 395).